# Produktsäkerhetslagen
Produktsäkerhetslagen är en svensk lag som innehåller regler som har till uppgift att förhindra att varor och tjänster orsakar skador på personer. Lagen har tillkommit för att genomföra EU-direktivet 2001/95/EG om allmän produktsäkerhet för svenska förhållanden. Lagen omfattar näringsidkare, oavsett om näringsidkaren är tillverkare, importör, grossist eller detaljist. 
Om det finns en risk med att använda en vara är ett företag tvingat att lämna information om dessa risker.
Ett företag kan också förbjudas att sälja en vara som anses farlig. Anses produkten riktigt farlig kan säljaren tvingas återkalla varan.
Ett företag kan också åläggas att lämna säkerhetsinformation.
Ett företag kan erbjudas att sälja varor och tjänster. Även vid export kan företaget förbjudas. eller åläggas lämna varningsinformation.
Har en näringsidkare utfört en tjänst så att särskild risk för skada på person eller egendom uppkommit kan Marknadsdomstolen ålägga näringsidkaren att återkalla tjänsten från dem, åt vilka tjänsten utförts. Detsamma gäller i fråga om dem som innehar egendom som tjänsten avsett. Återkallelsen skall ske i en omfattning som är skälig med hänsyn till behovet av att förebygga skadefall.
Det är konsumentverket tillsammans med andra myndigheter som ser till att lagen efterlevs.

## Fotnoter
1. ↑  ”Europaparlamentets och rådets direktiv 2001/95/EG av den 3 december 2001 om allmän produktsäkerhet” (PDF). Europeiska Unionen. 15 januari 2002. https://eur-lex.europa.eu/legal-content/SV/TXT/PDF/?uri=CELEX:32001L0095&qid=1619455881761&from=SV.
2. ↑  15 § Produktsäkerhetslagen (2004:451)
3. ↑  5 § Produktsäkerhetslagen (2004:451)
4. ↑  6 § Produktsäkerhetslagen (2004:451)
5. ↑  6a § Produktsäkerhetslagen (2004:451)
6. ↑  7 § Produktsäkerhetslagen (2004:451)
7. ↑  9 § Produktsäkerhetslagen (2004:451)
8. ↑  3 § Produktsäkerhetsförordningen (2004:469)